# Lucien Guitteny
Lucien Guitteny, né le 17 juin 1944 à Angers, est un pilote automobile français de compétitions essentiellement sur circuits pour voitures de sport monoplaces et de tourisme.

## Biographie
Il démarre réellement sa carrière en 1969 avec une victoire dans le Volant de l'ACO Shell (2e édition), effectuant de la sorte sa saison suivante en Formule France (sur Martini MK4-Renault Lagier), et remportant en 1972 la Nations European Cup organisée en Formule 3 en compagnie de Michel Leclère et d'Alain Serpaggi. 
Entre 1972 et 1976, il accomplit deux années en Championnat de Grande-Bretagne de Formule 3, ainsi que deux autres en Formule Renault (championnat faisant suite à la Formule France).
En 1972 et 1973 il termine deuxième de la course de côte de La Pommeraye, sur Alpine A110 1600S puis Alpine F3, et il obtient une cinquième place aux 4 Heures du Mans avec François Migault.

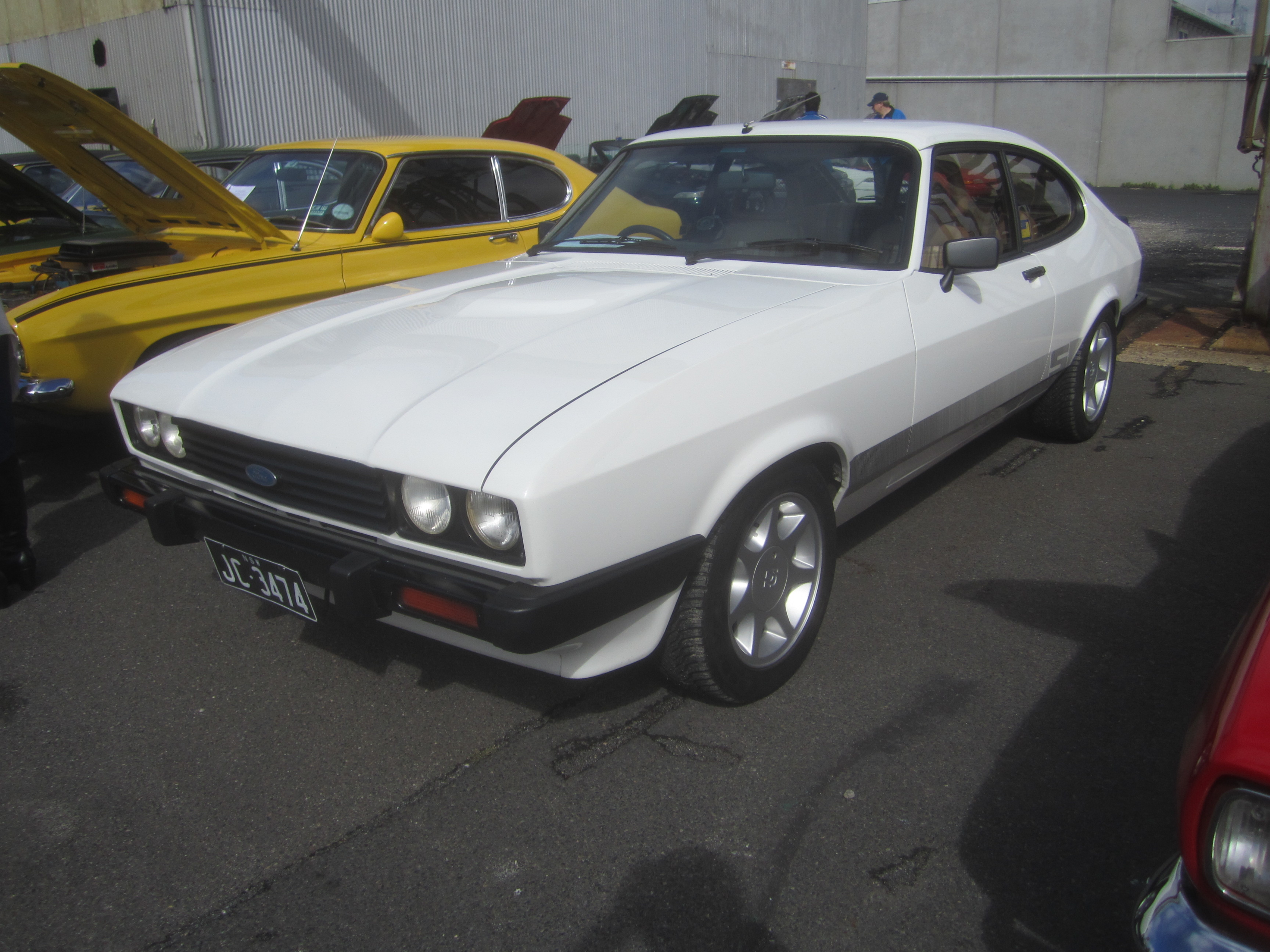
Une Ford Mk III Capri 3.0S de base.

En 1978 il devient le troisième Champion de France de Production pour sa seconde saison dans celui-ci, sur Ford Capri III 3.0 S V6 du Fabergé Racing (victoires à Nogaro, Magny-Cours, Séquestre-Albi, et aux 4 Heures du Mans). En 1979 il obtient encore une victoire à Dijon, puis au début des années 1980 d'autres succès en "Critérium Production" du Championnat, sur Peugeot 505. 
Il participe à sept reprises aux 24 Heures du Mans entre 1973 et 1983, obtenant une 10e place en 1982 avec Pierre Yver et Bruno Sotty (sur Rondeau M379C), et une 11e en 1974 avec Christian Ethuin (sur Ferrari 365 GTB du North American Racing Team de Luigi Chinetti -également deux fois 16e en 1977 et 1978 pour cette même écurie-). Il s'aligne aussi seize fois aux 24 Heures de Spa de 1970 à 1988 (trois absences seulement, en 1977, 1978 et 1985), classé deux fois 4e, en 1980 et 1982 (avec Gérard Bleynie, sur des BMW Série 5).
En 1994 il est champion du Challenge Ferrari Europe de l'Ouest sur Ferrari 348 Challenge ainsi que les années 1995 et 1996, cette fois sur Ferrari 355 Challenge. En 1995, il termine deuxième du premier Challenge Ferrari européen sur Ferrari F355, en gagnant à Zandvoort (courses 1 et 2), Donington (course 2,) Magny-Cours (courses 1 et 2), et Enna-Pergusa (course 2), et en 1998 il termine aussi deuxième (avec ex-æquos) des premières 12 heures VHS V de V de Jarama sur Elva Mk 7 (remportées par le multi vainqueur -9 fois- Michel Quiniou).
En 1999 il obtient deux victoires en Championnat de France FFSA GT sur Porsche 911 GT2 (dont Nogaro course 2), pour six podiums et une pole position (championnat dans lequel il s'aligne entre 1998 et 2002). 
En 2012 il s'impose, encore, lors de la neuvième Ronde Historique de Serre Chevalier (à 68 ans).
À partir de cette date, il effectue plusieurs courses historiques des épreuves Peter Auto sur Alfa Romeo GTA et TZ1.
Il termine deuxième de sa catégorie (10ème au général)/ au classement compétition du Tour Auto 2019 avec son fils Olivier sur une Alfa Roméo GTAM.